# Grand Basset Griffon Vendéen
Grand Basset Griffon Vendéen – jedna z ras psów gończych. Podlega próbom pracy.

## Rys historyczny
Ten jak i Petit Basset Griffon Vendéen pochodzą od Grand Griffon Vendéen.

## Charakter i usposobienie
Jest to rasa niezależna ale serdeczna.

## Wygląd
Ten basset różni się od swojego mniejszego krewnego tylko wzrostem. W umaszczeniu dwu- i trójkolorowych psów przeważa biel. Są to aktywne psy gończe, używane do polowań na króliki i zające. Ich klatka jest szeroka i głęboka, nogi o grubych kościach są bardziej proste niż u większości bassetów, stopy duże i silne.